# Jazyky Česka
V Česku je úředním jazykem čeština a používá ji většina obyvatel, ale na území Česka žije mnoho lidí, kteří používají i jiné jazyky.

## Seznam
Následující tabulka uvádí počet mluvčích a procentuální zastoupení jednotlivých jazyků používaných na území České republiky na základě sčítání lidu v roce 2021.
| Jazyk             | Počet rodilých mluvčích | v %  | · Jazyk používané v Česku: čeština (85,6 %) slovenština (1,4 %) ukrajinština (0,8 %) ruština (0,6 %) vietnamština (0,4 %) polština (0,3 %) angličtina, němčina, maďarština, romština (0,35 %) jiný/neuvedeno (10,5 %) |
| čeština           | 9 012 998               | 85,6 | · Jazyk používané v Česku: čeština (85,6 %) slovenština (1,4 %) ukrajinština (0,8 %) ruština (0,6 %) vietnamština (0,4 %) polština (0,3 %) angličtina, němčina, maďarština, romština (0,35 %) jiný/neuvedeno (10,5 %) |
| z toho moravština | 16 523                  | 0,2  | · Jazyk používané v Česku: čeština (85,6 %) slovenština (1,4 %) ukrajinština (0,8 %) ruština (0,6 %) vietnamština (0,4 %) polština (0,3 %) angličtina, němčina, maďarština, romština (0,35 %) jiný/neuvedeno (10,5 %) |
| slovenština       | 150 738                 | 1,4  | · Jazyk používané v Česku: čeština (85,6 %) slovenština (1,4 %) ukrajinština (0,8 %) ruština (0,6 %) vietnamština (0,4 %) polština (0,3 %) angličtina, němčina, maďarština, romština (0,35 %) jiný/neuvedeno (10,5 %) |
| ukrajinština      | 88 873                  | 0,8  | · Jazyk používané v Česku: čeština (85,6 %) slovenština (1,4 %) ukrajinština (0,8 %) ruština (0,6 %) vietnamština (0,4 %) polština (0,3 %) angličtina, němčina, maďarština, romština (0,35 %) jiný/neuvedeno (10,5 %) |
| ruština           | 59 560                  | 0,6  | · Jazyk používané v Česku: čeština (85,6 %) slovenština (1,4 %) ukrajinština (0,8 %) ruština (0,6 %) vietnamština (0,4 %) polština (0,3 %) angličtina, němčina, maďarština, romština (0,35 %) jiný/neuvedeno (10,5 %) |
| vietnamština      | 43 822                  | 0,4  | · Jazyk používané v Česku: čeština (85,6 %) slovenština (1,4 %) ukrajinština (0,8 %) ruština (0,6 %) vietnamština (0,4 %) polština (0,3 %) angličtina, němčina, maďarština, romština (0,35 %) jiný/neuvedeno (10,5 %) |
| polština          | 30 183                  | 0,3  | · Jazyk používané v Česku: čeština (85,6 %) slovenština (1,4 %) ukrajinština (0,8 %) ruština (0,6 %) vietnamština (0,4 %) polština (0,3 %) angličtina, němčina, maďarština, romština (0,35 %) jiný/neuvedeno (10,5 %) |
| angličtina        | 13 997                  | 0,1  | · Jazyk používané v Česku: čeština (85,6 %) slovenština (1,4 %) ukrajinština (0,8 %) ruština (0,6 %) vietnamština (0,4 %) polština (0,3 %) angličtina, němčina, maďarština, romština (0,35 %) jiný/neuvedeno (10,5 %) |
| němčina           | 10 151                  | 0,1  | · Jazyk používané v Česku: čeština (85,6 %) slovenština (1,4 %) ukrajinština (0,8 %) ruština (0,6 %) vietnamština (0,4 %) polština (0,3 %) angličtina, němčina, maďarština, romština (0,35 %) jiný/neuvedeno (10,5 %) |
| maďarština        | 8 533                   | 0,1  | · Jazyk používané v Česku: čeština (85,6 %) slovenština (1,4 %) ukrajinština (0,8 %) ruština (0,6 %) vietnamština (0,4 %) polština (0,3 %) angličtina, němčina, maďarština, romština (0,35 %) jiný/neuvedeno (10,5 %) |
| romština          | 4 280                   | 0,04 | · Jazyk používané v Česku: čeština (85,6 %) slovenština (1,4 %) ukrajinština (0,8 %) ruština (0,6 %) vietnamština (0,4 %) polština (0,3 %) angličtina, němčina, maďarština, romština (0,35 %) jiný/neuvedeno (10,5 %) |
| jiný/neuvedeno    | 1 101 032               | 10,5 | · Jazyk používané v Česku: čeština (85,6 %) slovenština (1,4 %) ukrajinština (0,8 %) ruština (0,6 %) vietnamština (0,4 %) polština (0,3 %) angličtina, němčina, maďarština, romština (0,35 %) jiný/neuvedeno (10,5 %) |
| Celkem:           | 10 524 167              | 100  | · Jazyk používané v Česku: čeština (85,6 %) slovenština (1,4 %) ukrajinština (0,8 %) ruština (0,6 %) vietnamština (0,4 %) polština (0,3 %) angličtina, němčina, maďarština, romština (0,35 %) jiný/neuvedeno (10,5 %) |

## Čeština
Čeština je úředním jazykem Česka a ovládá ji drtivá většina lidí v Česku žijících. Čeština v Česku má mnoho podob (spisovná čeština, obecná čeština) a samozřejmě také několik nářečí, která se tradičně dělí na česká a moravská. Jedná se o indoevropský jazyk, patří mezi slovanské jazyky, do podskupiny západoslovanských jazyků, spolu s lužickou srbštinou, polštinou a slovenštinou.

### Nářečí češtiny

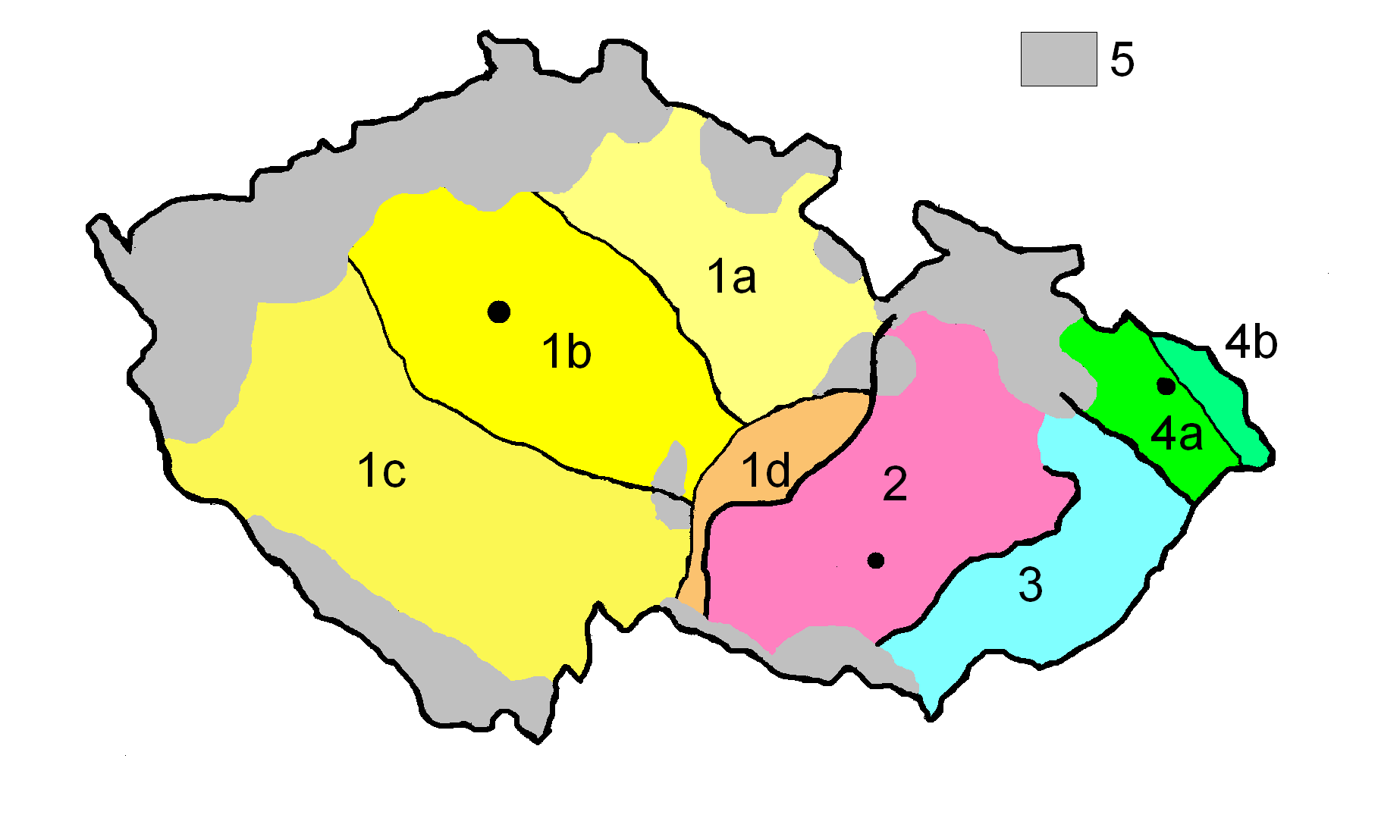
Nářečí češtiny
1 – česká skupina (podskupiny: 1a – severovýchodočeská, 1b – středočeská, 1c – jihozápadočeská, 1d – českomoravská)
2 - středomoravská skupina
3 – východomoravská skupina
4 – slezská skupina (4a – slezskomoravská podskupina, 4b – slezskopolská podskupina)
5 – nářečně různorodé oblasti (bývalá německojazyčná území)

- Česká nářečí (severovýchodočeská nářečí, českomoravská nářečí, jihozápadočeské nářečí a středočeská nářečí) jsou nářečí na území Čech, nepoužívají se tolik jako nářečí z Moravy. Mají obecnou češtinu jako interdialekt. Známé je například chodské nářečí.
- Středomoravská nářečí se používají na střední Moravě (Hanácko) nebo na Vysočině (Horácko).[3]
- Východomoravská nářečí se používají hlavně ve Zlínském kraji (Slovácko, Valašsko), mají blíže ke spisovné češtině a slovenštině.[4]
- Lašská nářečí (slezská nářečí) se používají hlavně v Moravskoslezském kraji, mají blíže ke slezštině a polštině.

### Moravština
Moravština je označení češtiny používané na Moravě, tedy moravská nářečí (východomoravská nářečí, středomoravská nářečí, lašská nářečí). K příležitosti sčítání lidu v roce 2011 však vydal Český statistický úřad prohlášení, že bude moravský jazyk sčítán jako plnohodnotný údaj s vlastním číselným kódem odděleně od jazyka českého. Při tomto sčítání lidu v roce 2011 uvedlo moravštinu jako mateřský jazyk 108 469 respondentů. Z tohoto počtu byla moravština pro 62 908 osob jediným mateřským jazykem, zbylých 45 561 osob považovalo za svůj mateřský jazyk jak moravštinu, tak češtinu.
Jako moravština se někdy označuje snaha o vytvoření jednotného moravského jazyka.

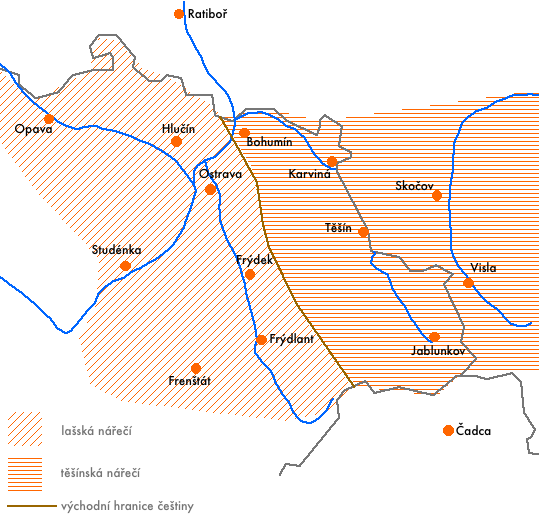
Hranice lašského a těšínského nářečí

### Po naszymu
Po naszymu (těšínské nářečí) je jazyk, který se někdy řadí mezi polštinu a někdy mezi češtinu (slezská nářečí), byl také ovlivněn němčinou a slovenštinou, je to tedy v podstatě smíšený jazyk. Používá se v české i polské části Těšínska.

## Slovenština
Slovensky mluví převážně slovenská menšina v Česku (tvoří asi 1,89 % populace Česka). Vzhledem k tomu, že čeština a slovenština jsou navzájem srozumitelné jazyky, je slovenština de facto také úředním jazykem Česka – např. správní řád (zákon č. 500/2004 Sb.) stanoví: „V řízení se jedná a písemnosti se vyhotovují v českém jazyce. Účastníci řízení mohou jednat a písemnosti mohou být předkládány i v jazyce slovenském“ (§ 16, odstavec 1).

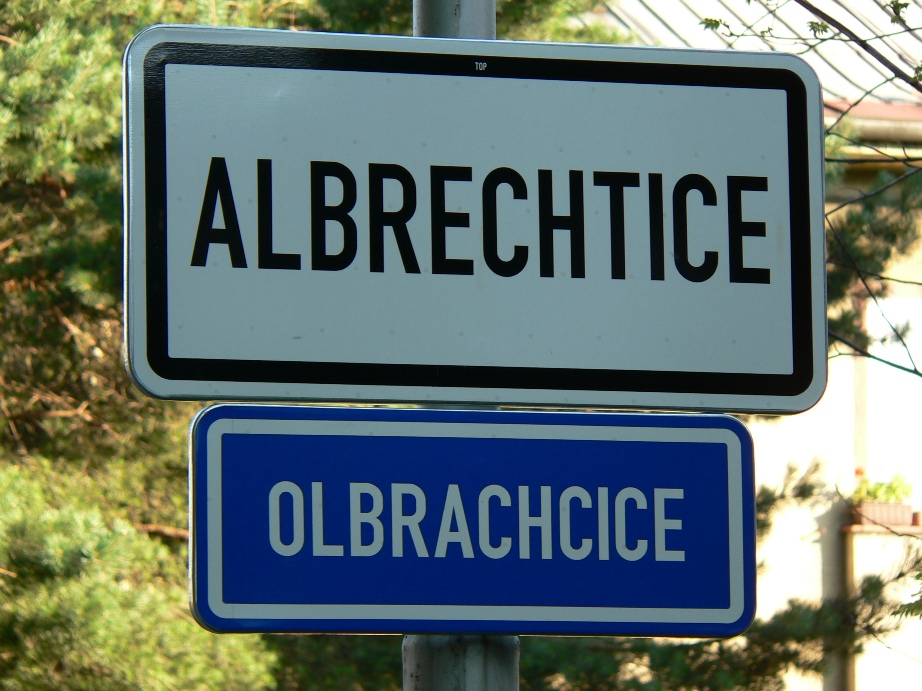
Dvojjazyčný název obce v Albrechticích (okres Karviná)

Východomoravská nářečí češtiny jsou bližší slovenštině, kopaničářské nářečí používané v Moravských Kopanicích je často považována za slovenštinu (nebo za přechod mezi češtinou a slovenštinou).

## Polština
Polsky se tradičně mluví především v okresech Karviná a Frýdek-Místek, v některých oblastech jsou dokonce dvojjazyčné názvy obcí.

### Slezština
Slezština se někdy uvádí jako nářečí polštiny a používá se především v Polsku, ale některá nářečí polštiny v Česku jsou též nazývána slezštinou.

Mapa ukazující kde byly Sudety, oblast kde se mluvilo hlavně německy

## Němčina
Před druhou světovou válkou žilo na území Česka mnoho Němců, převážně na území Sudet. V první československé republice žilo asi 30 % Němců (dokonce více než Slováků). Po druhé světové válce byla většina Němců vysídlena, ale několik potomků nevysídlených Němců stále v Česku žije a mluví německy, především v oblasti Krušných hor, v Ústeckém kraji (hlavně okres Chomutov) a Karlovarském kraji (hlavně okres Sokolov).

### Slezská němčina
Slezská němčina je nyní již téměř vymřelá varianta němčiny, kterou se mluvilo (a dodnes mluví) v části Slezska, která patřila Německu (v Česku například Hlučínsko, Broumovsko nebo Frýdlantsko).

### Pražská němčina
Jednalo se o specifický dialekt němčiny používaný v Praze.

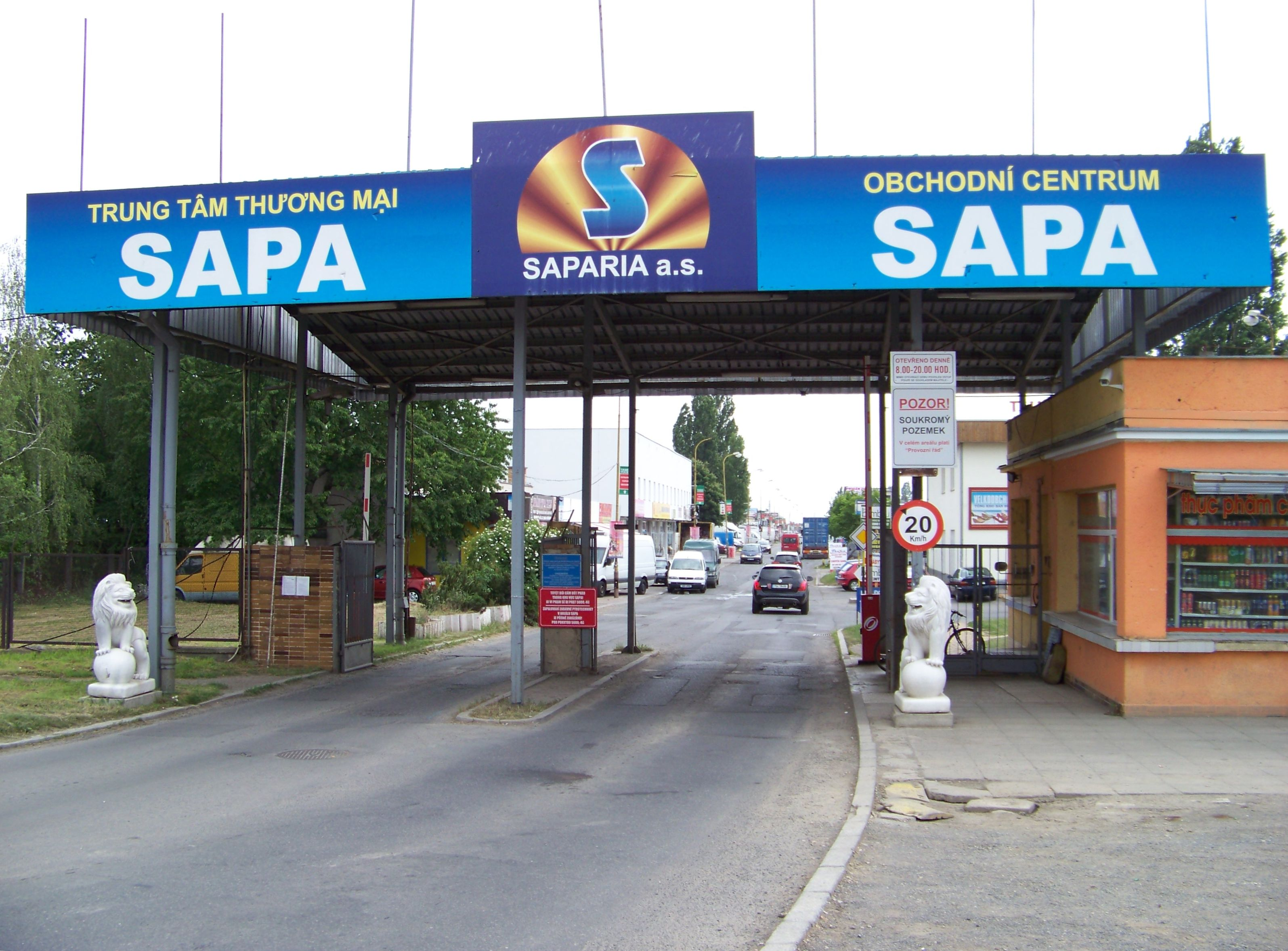
Dvojjazyčný nápis v češtině a vietnamštině ve vietnamské tržnici Sapa v Praze

## Další jazyky menšin
Dle zákona č. 500/2004 Sb., správní řád, v § 16 (Jednací jazyk) mohou příslušníci tzv. tradičních menšin jednat ve svém jazyce. Mezi uznané jazyky tradičních menšin patří kromě již zmiňované slovenštiny, němčiny a polštiny ještě tyto:

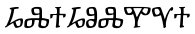
Ukázka hlaholice, písma staroslověnštiny

- Běloruština
- Bulharština
- Český znakový jazyk
- Chorvatština
- Maďarština
- Romština
- Rusínština
- Ruština
- Řečtina
- Srbština
- Ukrajinština
- Vietnamština

## V minulosti používané jazyky
V minulosti se na území Česka mluvilo mnoho dalšími jazyky, před příchodem Slovanů se tam mluvilo různými keltskými jazyky a germánskými jazyky národů Markomanů a Kvádů. Slované co přišli do Česka mluvili praslovansky. Za zmínku stojí též jazyky Židů (jidiš a lešon kenaan, neboli židovská čeština), česká romština, chorvatština, kterou hovořili Moravští Chorvati (většina z nich byla odsunuta, hovořili také burgenlandskou chorvatštinou), jazyk československý (jednotné označení češtiny a slovenštiny za první republiky) nebo staroslověnština, liturgický jazyk, používaný v období Velké Moravy.